# Fernando Roldán
Víctor Luis Fernando Roldán Campos (15 de octubre de 1921-23 de junio de 2019) fue un futbolista chileno. Jugaba de defensa y fue parte del plantel campeón de Universidad Católica los años 1949 y 1954.
En Universidad Católica compartió con jugadores de gran categoría como Sergio Livingstone, José Manuel Moreno, Andrés Prieto y Fernando Riera.

## Selección nacional
Como seleccionado chileno debutó en el Mundial de 1950 ante Inglaterra y formó además, parte del conjunto que derrotó al Uruguay campeón del Mundo, en el Panamericano de 1952 por 2 a 0.

### Participaciones en Copas del Mundo
| Mundial              | Sede   | Resultado     | Partidos |
| -------------------- | ------ | ------------- | -------- |
| Copa Mundial de 1950 | Brasil | Primera ronda | 2        |

## Clubes
| Club                 | País  | Año       |
| -------------------- | ----- | --------- |
| Universidad Católica | Chile | 1948-1960 |

## Palmarés

### Campeonatos nacionales
| Título                          | Equipo                    | País  | Año  |
| ------------------------------- | ------------------------- | ----- | ---- |
| Torneo de Consuelo del Apertura | C.D. Universidad Católica | Chile | 1949 |
| Primera División                | C.D. Universidad Católica | Chile | 1949 |
| Primera División                | C.D. Universidad Católica | Chile | 1954 |
| Segunda División                | C.D. Universidad Católica | Chile | 1956 |